# Dipseudopsis voluta
Dipseudopsis voluta is een schietmot uit de familie Dipseudopsidae. De soort komt voor in het Oriëntaals gebied.